# NGC 6379
NGC 6379 est une galaxie spirale située dans la constellation d'Hercule. Sa vitesse par rapport au fond diffus cosmologique est de 5 933 ± 5 km/s, ce qui correspond à une distance de Hubble de 87,5 ± 6,1 Mpc (∼285 millions d'al). NGC 6379 a été découverte par l'astronome allemand Albert Marth en 1864.
La classe de luminosité de NGC 6379 est III-IV et elle présente une large raie HI.
À ce jour, une mesure non basée sur le décalage vers le rouge (redshift) donne une distance d'environ 83,900 Mpc (∼274 millions d'al). Cette valeur est à l'intérieur des valeurs de la distance de Hubble.